# Richbunea
Richbunea är ett släkte av mossdjur. Richbunea ingår i familjen Celleporidae.
Kladogram enligt Catalogue of Life:
| Richbunea | \| \| Richbunea gracilis \| \| \| \| \| \| Richbunea incomposita \| \| \| \| |
|           | \| \| Richbunea gracilis \| \| \| \| \| \| Richbunea incomposita \| \| \| \| |
|           | Buffonellaria                                                                |
|           |                                                                              |
|           | Buskea                                                                       |
|           |                                                                              |
|           | Calvipelta                                                                   |
|           |                                                                              |
|           | Cellepora                                                                    |
|           |                                                                              |
|           | Celleporina                                                                  |
|           |                                                                              |
|           | Galeopsis                                                                    |
|           |                                                                              |
|           | Lagenipora                                                                   |
|           |                                                                              |
|           | Omalosecosa                                                                  |
|           |                                                                              |
|           | Orthoporidroides                                                             |
|           |                                                                              |
|           | Osthimosia                                                                   |
|           |                                                                              |
|           | Palmicellaria                                                                |
|           |                                                                              |
|           | Pourtalesella                                                                |
|           |                                                                              |
|           | Predanophora                                                                 |
|           |                                                                              |
|           | Pseudocelleporina                                                            |
|           |                                                                              |
|           | Scorpiodinipora                                                              |
|           |                                                                              |
|           | Spigaleos                                                                    |
|           |                                                                              |
|           | Tegminula                                                                    |
|           |                                                                              |
|           | Turbicellepora                                                               |
|           |                                                                              |
|           | Richbunea gracilis                                                           |
|           |                                                                              |
|           | Richbunea incomposita                                                        |
|           |                                                                              |

|  | Richbunea gracilis    |
|  |                       |
|  | Richbunea incomposita |
|  |                       |